# Frida Segerdahl
Frida Segerdahl, född 1982, är en lindy hop-dansare och -lärare. Frida anses vara en av världens bästa dansare[källa behövs] vad gäller dans i socialt sammanhang (till skillnad från scenframträdanden). Hon är en av medlemmarna i det professionella danskompaniet Harlem Hot Shots. Segerdahl är även sedan ett par år delägare i Herräng Dance Camp.
Frida Segerdahl började dansa då hon var fem år gammal och sedan nio års ålder tävlade hon i dubbelbugg och boogie woogie. Under tonåren utövande hon bland annat jazzdans, modern dans och balett.
Då hon var 15 år åkte hon som deltagare till Herräng Dance Camp, och det var då hon började att dansa lindy hop. En kort tid därefter blev hon medlem i den välkända danskompaniet The Rhythm Hot Shots. Hon har därefter uppträtt och undervisat över hela världen. Hon har vunnit en rad tävlingar i charleston och lindy hop.